# Gewerbegebiet Mühlau/Arzl
Das Gewerbegebiet Mühlau/Arzl ist ein statistischer Stadtteil von Innsbruck auf dem Gebiet der Katastralgemeinden Mühlau und Arzl.
Der Stadtteil umfasst neben dem Gewerbegebiet zwischen Bahnlinie und Haller Straße (B 171) die Siedlung Neu-Arzl südlich der Haller Straße, die um den 1893 in die Arzler Au verlegten Landeshauptschießstand zunächst als Schießstandsiedlung entstand und heute mit dem Olympischen Dorf verwachsen ist.

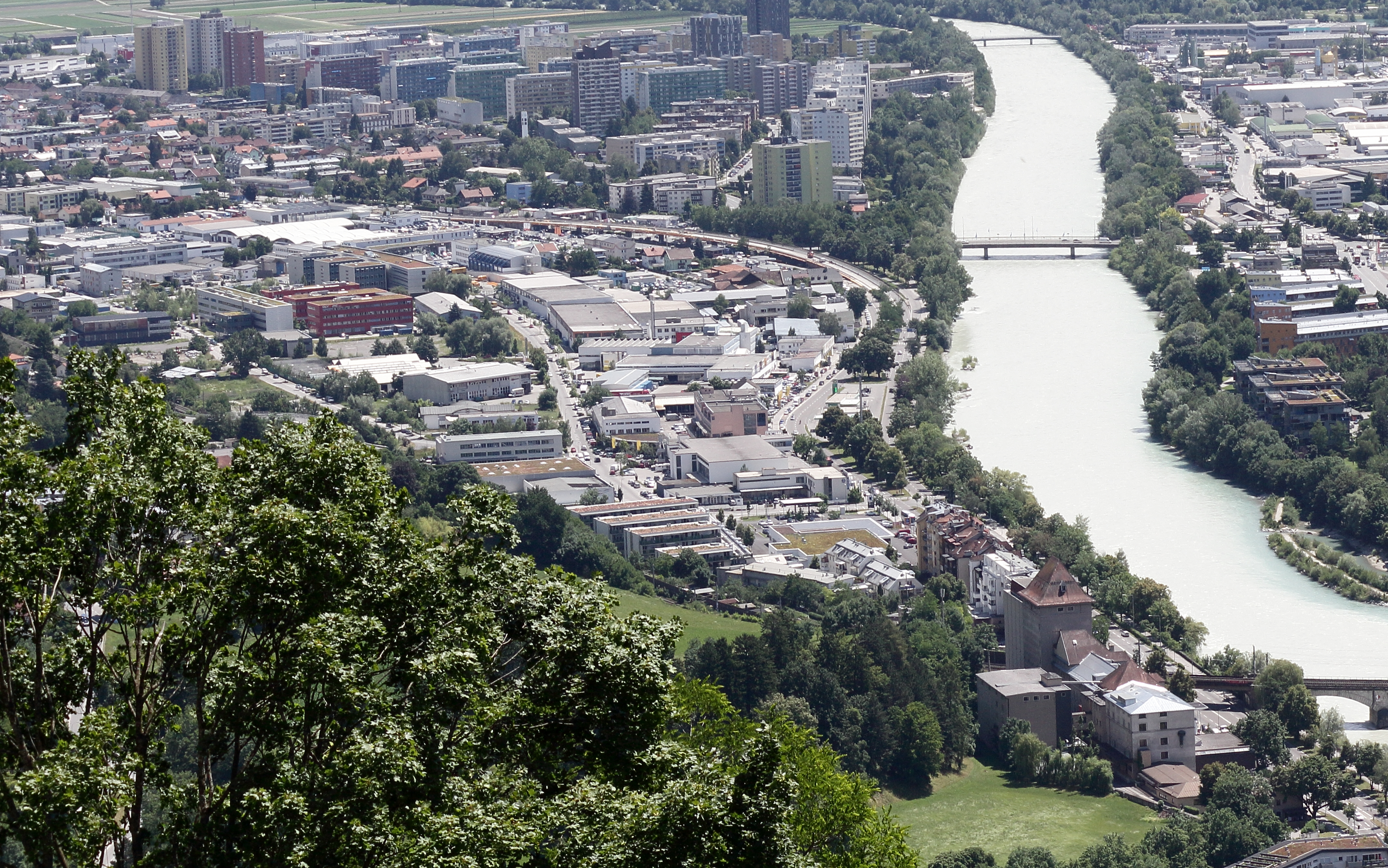
Das Gewerbegebiet und Neu-Arzl vor den Hochhäusern des Olympischen Dorfs

Der statistische Stadtteil umfasst die statistischen Bezirke (Zählbezirke) Mühlau-Ost (39,6 ha, 513 Einwohner, 83 Gebäude, Stand April 2014), der zur Katastralgemeinde Mühlau gehört, und Arzl-Süd (40,8 ha, 1760 Einwohner, 274 Gebäude), der zur Katastralgemeinde Arzl zählt. Die beiden Teile werden durch den Schusterbergweg getrennt. Der Stadtteil hat 2273 Einwohner und eine Bevölkerungsdichte von 2827 Einwohnern/km². 12,3 % der Bevölkerung sind jünger als 15 Jahre, 12,4 % älter als 65. Der Ausländeranteil beträgt 27,1 % (Stand 2013). Im Jahr 2011 gab es 335 Arbeitsstätten mit 2933 Beschäftigten.